# Manawa tryphena
Manawa tryphena is een mosselkreeftjessoort uit de familie van de Punciidae. De wetenschappelijke naam van de soort is voor het eerst geldig gepubliceerd in 1949 door Hornibrook.